# Tachott
Tachott (ou Tachoutt, en arabe : اتاشوط) est une commune du sud de la Mauritanie, située dans le département de Sélibabi de la région de Guidimakha.

## Géographie
La commune de Tachott est située au centre de la région de Guidimakha et elle s'étend sur 562 km2.
Elle est délimitée au nord par la commune de Ould M'Bonny, à l’est par les communes de Dafort et Boully, au sud par la commune d'Hassi Cheggar, à l’ouest par les communes d'Arr et Ajar.
La commune comporte dix localités que sont Botokhollo, Berrané, Waar-Hameimid, Waar-Laghlal, Artemou, Hel-Sinnou, Hset-Sidy, Niéleba, Niéleba-Peulh et Windé-Tchingué.

## Histoire
Le village de Tachott a été fondé vers 1935 par les familles Camara de l'éthnie Soninké.
Tachott a été érigée en commune par l'ordonnance du 20 octobre 1987 instituant les communes de Mauritanie.

## Démographie
Lors du Recensement général de la population et de l'habitat (RGPH) de 2000, Tachott comptait 9 438 habitants.
Lors du RGPH de 2013, la commune en comptait 15 099, soit une croissance annuelle de 3.9 % sur 13 ans.  
La population est estimée à environ 21 000 habitants fin 2020. 
Elle est peuplée essentiellement des éthnies Soninkés, Peuls et Maures.

## Administration
Une quinzaine des chefs de villages se sont succédé depuis la fondation du village vers 1935. Depuis 2014, les fonctions de maire sont assurées par Soulé Camara pour un mandat de cinq ans.
Tachott est depuis 2018 le chef-lieu du nouvel arrondissement de Tachott, qui compte deux autres communes, Hassi Cheggar et Ould M'Bonny.

## Économie
L'agriculture est au centre de l'économie de Tachott, comme quasiment toutes les communes de la région. Mais cette économie est fragile car elle rencontre des obstacles à son développement, notamment les conditions climatiques ou le manque de moyens des agriculteurs. Pour faire face à ces obstacles, l'état ou différentes ONG financent des projets qui améliorent les conditions de vie des habitants.
Des projets d'alimentation de communes en eau potable grâce à de longues conduites de tuyaux ont par exemple vu le jour autour de Tachott.
D'autres activités comme l'élevage ou le commerce se développent dans la commune.

## Santé et éducation
Tachott possède cinq écoles primaires, deux écoles coraniques, un collège et un lycée.
À la suite de violentes inondations durant la saison des pluies de 2020, Tachott ainsi que six autres communes de la région ont reçu des dons de matériels offerts par le Fonds des Nations unies pour la population en décembre 2020. 130 kits composés de nattes, de couvertures et de sacs contenant des effets destinés aux femmes ont été distribués aux habitants des différentes localités de la commune.